# Z8000

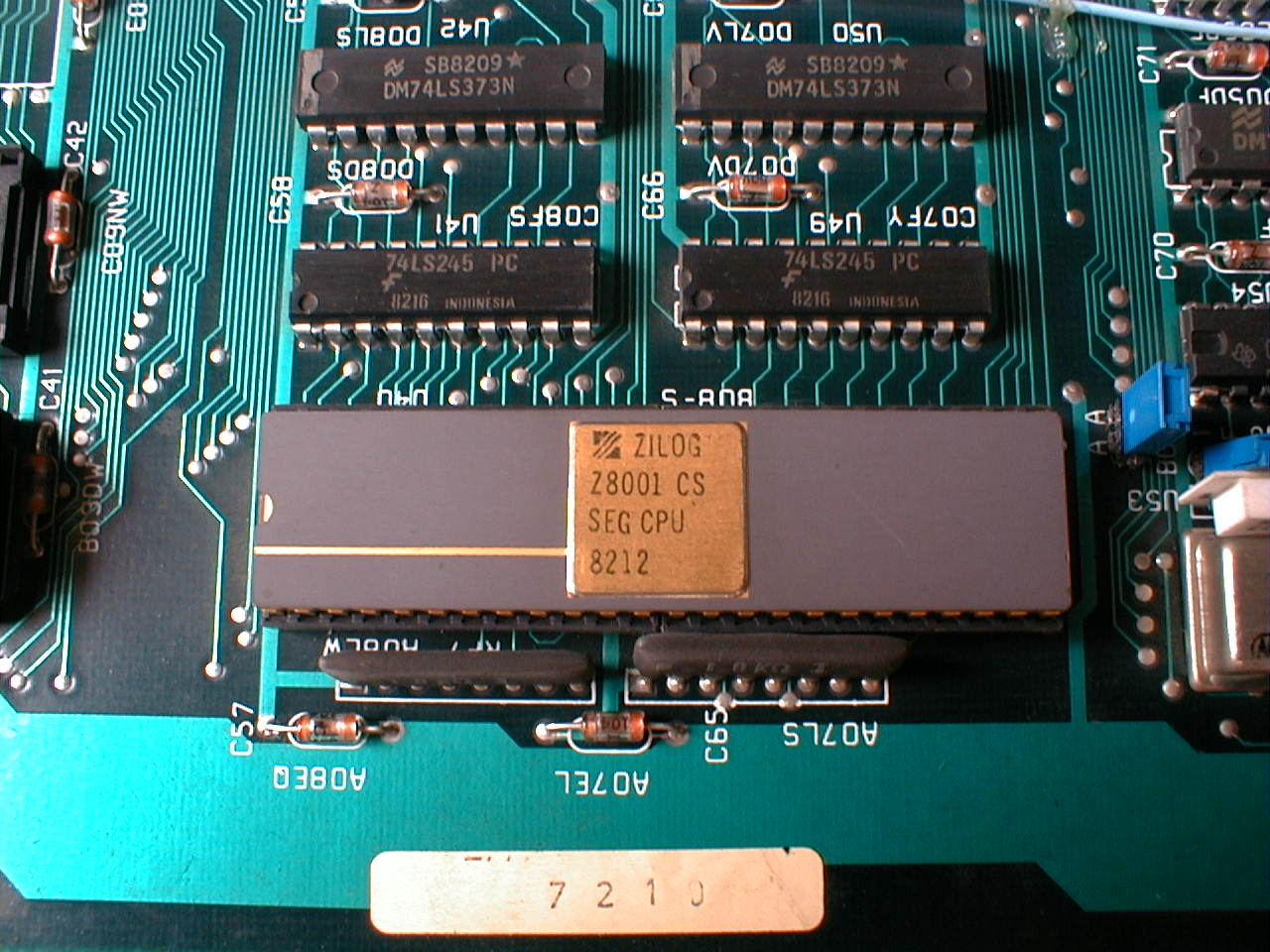
Olivetti M20 のマザーボード上のZ8001

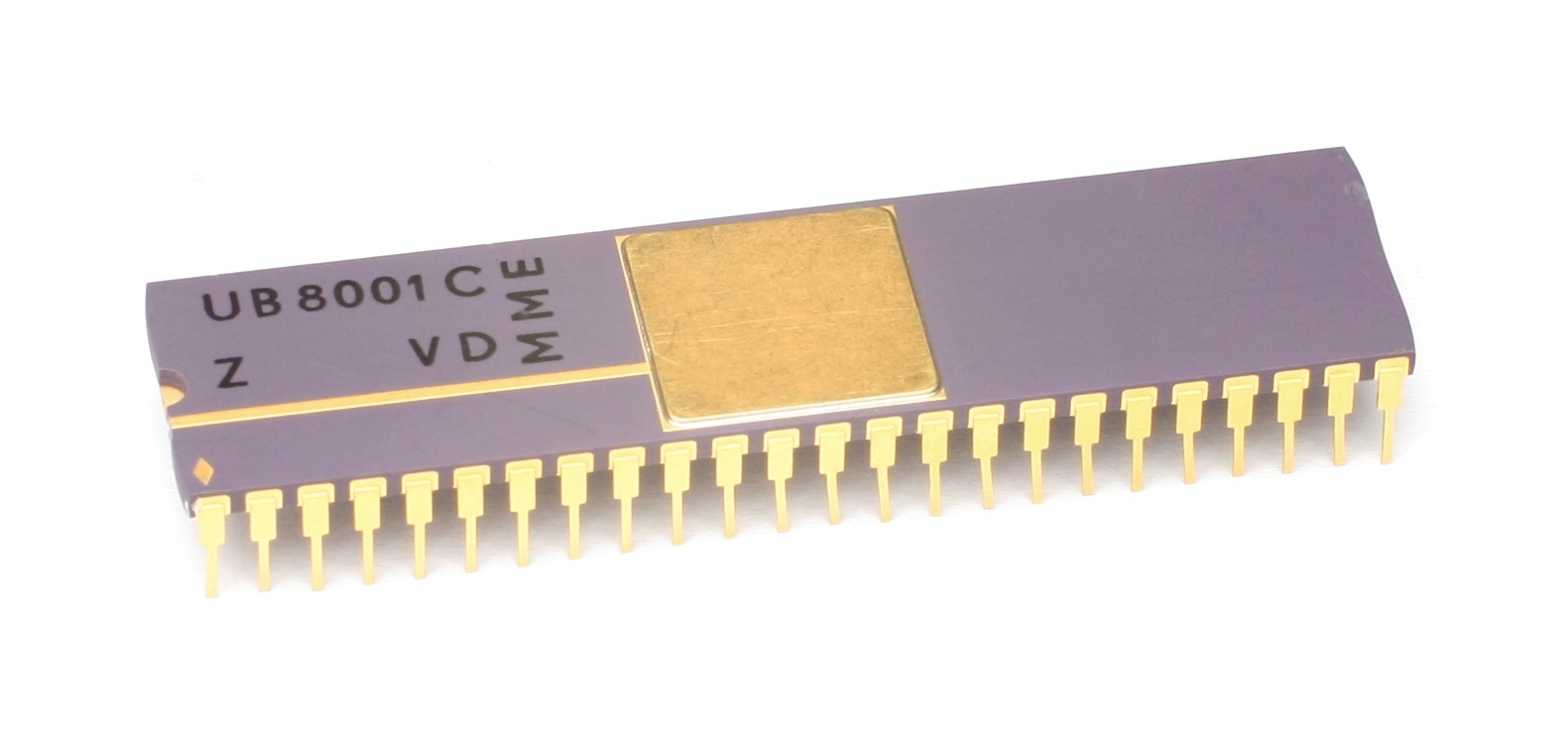
東ドイツ製のZ8001クローン MME UB8001C

Z8000シリーズは、ザイログ社が1979年に発売した16ビットマイクロプロセッサである。コンピューター向けのZ8001と組込みシステム向けのZ8002がある。
Z8000シリーズは1979年初めに登場した。これはIntel 8086（1978年4月）とMC68000（1979年9月）が登場した時期の中間にあたる。
アーキテクチャ設計はBernard Peutoが行い、論理設計と物理設計は嶋正利が数名の人々と共に行った。Z80とはバイナリレベルの互換性はなく、人気を博したとは言えないものの1990年代までそれなりの需要があった。
Z16C00シリーズは、Z8000シリーズのCMOS版である。Z16C01とZ16C02は、それぞれZ8001とZ8002に相当する。
昭和59年(1984年)、東芝がマイクロプロセッサーTLCS-Z8000を開発。

## 機能
基本的には16ビットアーキテクチャだが、Z8001では7ビットのセグメントレジスタによるアドレス拡張を行いZ8010(MMU)で実アドレスに変換し、アドレス空間を8Mバイトまで拡張している。Z8002は、組込みシステム向けであり、セグメントがないので、メモリ空間は64KBに制限される。
レジスタセットは、R0からR15までの16本の16ビットレジスタから成り、命令によってこれを8ビット、16ビット、32ビット、64ビットのレジスタとして使用する。32ビットレジスタとしては8個(RR0, RR2, RR4, RR6, RR8, RR10,  RR12, RR14)、64ビットレジスタとしては4個(RQ0, RQ4, RQ8, RQ12)が利用できた。レジスタは完全に汎用で直交性があるが、R15はスタックポインタとして使われ、R14はスタックセグメントに使われる。ただし、アセンブラレベルでのZ80との互換性維持のため、R0からR8までの8本の汎用レジスタは8ビット単位で使用できた。インデックスレジスタとして使用するためR8からR15までの8本のレジスタはセグメントレジスタ＋ポインタとしての意味を持っていた。
特権モード設定があり、ユーザモードとスーパバイザモードがあった。
Z80のように、Z8000はDRAMリフレッシュ回路を内蔵していた。設計者を惹き付ける特徴を備えていたものの、全体的に見てZ8000は十分高速とは言えず、エラッタも散見され、結局のところx86ファミリの影に隠れてしまった。
後継の32ビット版としてZ80000がある。

## インターフェースLSI
全二重シリアル/パラレルインターフェースLSIとして、128バイトのFIFOメモリが付いた LH8072 がシャープから1983年に発売された。GPIBインターフェースLSIとして、LH8073があった。

## 組込みシステムでの採用例
Z8000の実際の使用例としてはナムコが開発したアーケードゲーム「ポールポジション」が知られている。これにはふたつのZ8002（メモリ空間が64Kバイトの、セグメントのないバージョン）が使われていた。
軍事機器に使われているという報告がある。MIL-STD-883 Class Bに対応したため、軍事用にも用いられてきたようである（セラミックチップにCMBの型番を表記）。事実として、MOS仕様だったため（i4004やi8008、i8080などはMOSでありながら、TTLレベル動作）ノイズなどにも強く、航空機などの機器類にも搭載された。

## コンピュータシステムでの採用例
1980年代初め、Z8000はデスクトップ型UNIXマシンでよく使われた。これはグラフィックディスプレイを備えたワークステーションというよりも、多数のシリアルポートを備えたサーバとしてネットワークが普及する以前のリソース（ディスク、プリンタ）共有マルチユーザーシステムとして使われた。
Z8000ベースのコンピュータシステムとしては、ザイログ自体が発売した System 8000 シリーズのほかに、以下のようなものがある。
- 1980年1月に公開された Onyx Systems（英語版） の C8000 は、初期のUNIXマルチユーザーシステムで、シリアルポートを8個備えていた（価格は25,000ドル）[10]。
- オリベッティ M20, M30, M40, M50, M60[11]
- 中央電子株式会社は1981年にUNIX v7を搭載したCEC8000を発売した。Z8010 MMUのバグを回避するためMMUを2つ搭載していた。
- コモドールはUnix系OSを搭載した Commodore 900（英語版） を開発していたが[1]、Amigaを買収したことでプロジェクトは中止された。
- Z8000は、AMDとシャープがセカンドソースとして製造し[1]、シャープはZ8000を搭載したシステムも発売していた。
- ヤマハ YIS (PU-1-20)のグラフィックコントローラー

ザイログの System 8000 ではZEUS(Zilog Enhanced Unix System)というUnix系OSが動作する。ZEUSはVersion 7 Unixからの派生で、'the Berkeley Enhancements'と呼ばれる拡張を含んでいる。ZEUSには RMCobol(Ryan McFarland Cobol)というCOBOLが含まれており、多くのビジネスアプリケーションがすばやく移植されたが、長期的な成功をもたらすことはなかった。
CP/MのZ8000版であるCP/M-8000や、Z8000向けのXENIXも発売されている。